# مزرعه آب بیرپیرشمس
مزرعه آب بیرپیرشمس یک منطقهٔ مسکونی در ایران است که در دهستان رستم سه واقع شده‌است.